# TRT Turizm Radyosu
TRT Turizm Radyosu (deutsch TRT-Tourismusradio) war ein 1990 gegründeter türkischer Hörfunksender der öffentlich-rechtlichen Rundfunkgesellschaft Türkiye Radyo ve Televizyon Kurumu (TRT). Von 2002 bis zu seiner Einstellung 2009 sendete Turizm Radyosu 24 Stunden am Tag in mehreren Sprachen.

## Programm
Die TRT hat mit dem Radiosender auf die im Zuge des Massentourismus steigende Zahl von ausländischen Gästen reagiert. Ziel war es, den Urlaubsgästen während ihres Türkeiaufenthaltes ein Radioprogramm in den Muttersprachen der Herkunftsländer beziehungsweise in der internationalen Verkehrssprache Englisch anzubieten. So wurde in den neunziger Jahren zunächst vor allem in den westeuropäischen Sprachen Deutsch, Französisch und Englisch gesendet. Später kamen unter anderem auch Sendungen in griechischer und russischer Sprache hinzu.
Zur vollen Stunde brachte die Touristenwelle Nachrichten aus aller Welt und der Türkei in Englisch, Französisch, Deutsch und Russisch. Die auf die Nachrichten folgenden Programme im Magazinformat (Beiträge und Musik) beinhalteten thematische Schwerpunkte zur Kultur in der Türkei sowie Reise- und Ausflugstipps, wichtige Telefonnummern, Wetterinformationen, Informationen zu Konzerten, Markt- und Ausstellungstermine in den Urlaubsregionen und die Wechselkurse der Lira.
Meist folgte auf eine deutsch- eine englischsprachige Sendestunde und so fort. Am Abend brachte der Sender des Öfteren Livemusik.
Die Musikauswahl war geprägt von internationalen Schlagern, Evergreens und Pop. Ab und an wurden auch türkische Musiker vorgestellt.

## Studios
Sitz des Senders waren die TRT-Studios in Antalya. Nachrichten und Wortbeiträge kamen aus dem TRT-Hauptquartier in Ankara, wo sie von den Fremdsprachenredaktionen der TRT-Türkiye-'nin-Sesi (TRT-Voice of Turkey) produziert wurden, da hier die fremdsprachigen Mitarbeiter vor Ort waren.

## Empfang
Das Programm von TRT-Turizm Radyosu war bis zu seiner Einstellung in den touristisch frequentierten Gebieten der Türkei (Provinz Antalya, Provinz İzmir, İstanbul und Pamukkale) über UKW zu empfangen.

## Einstellung
Der Bekanntheitsgrad des Senders unter den Touristen war allerdings gering. Wenige Reiseführer erwähnten den Sender. Mit der Erweiterung der Inlandsprogramme der TRT um bestimmte Spartenprogramme wurden Frequenzen benötigt, so dass der Sender Anfang 2009 schließlich eingestellt wurde.